# کلیسای مریم مقدس، ووسکپار
کلیسای مریم مقدس، ووسکپار (ارمنی: Ոսկեպարի Սուրբ Աստվածածին եկեղեցի) یک کلیسا حواری ارمنی واقع در روستای ووسکپار، استان تاووش، ارمنستان می‌باشد و ساخت و ساز این ساختمان سده ۷ام میلادی. به پایان رسید. این بنا به سبک معماری ارمنی طراحی شده است.

## نگارخانه

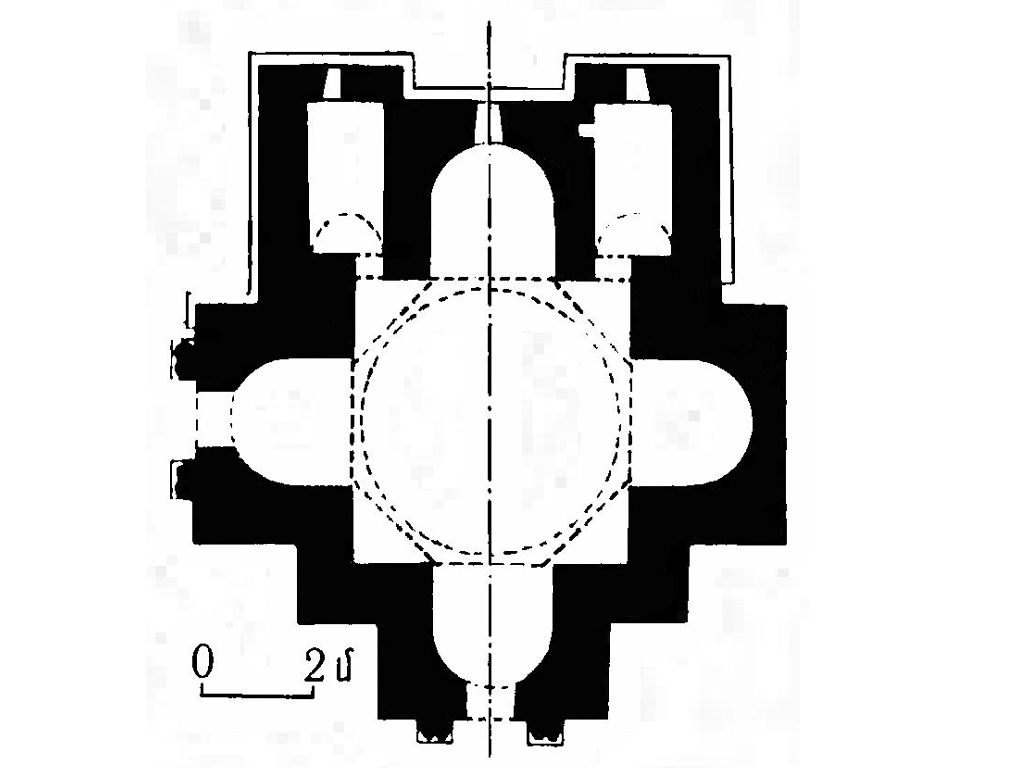
طرح (پلان) کلیسا
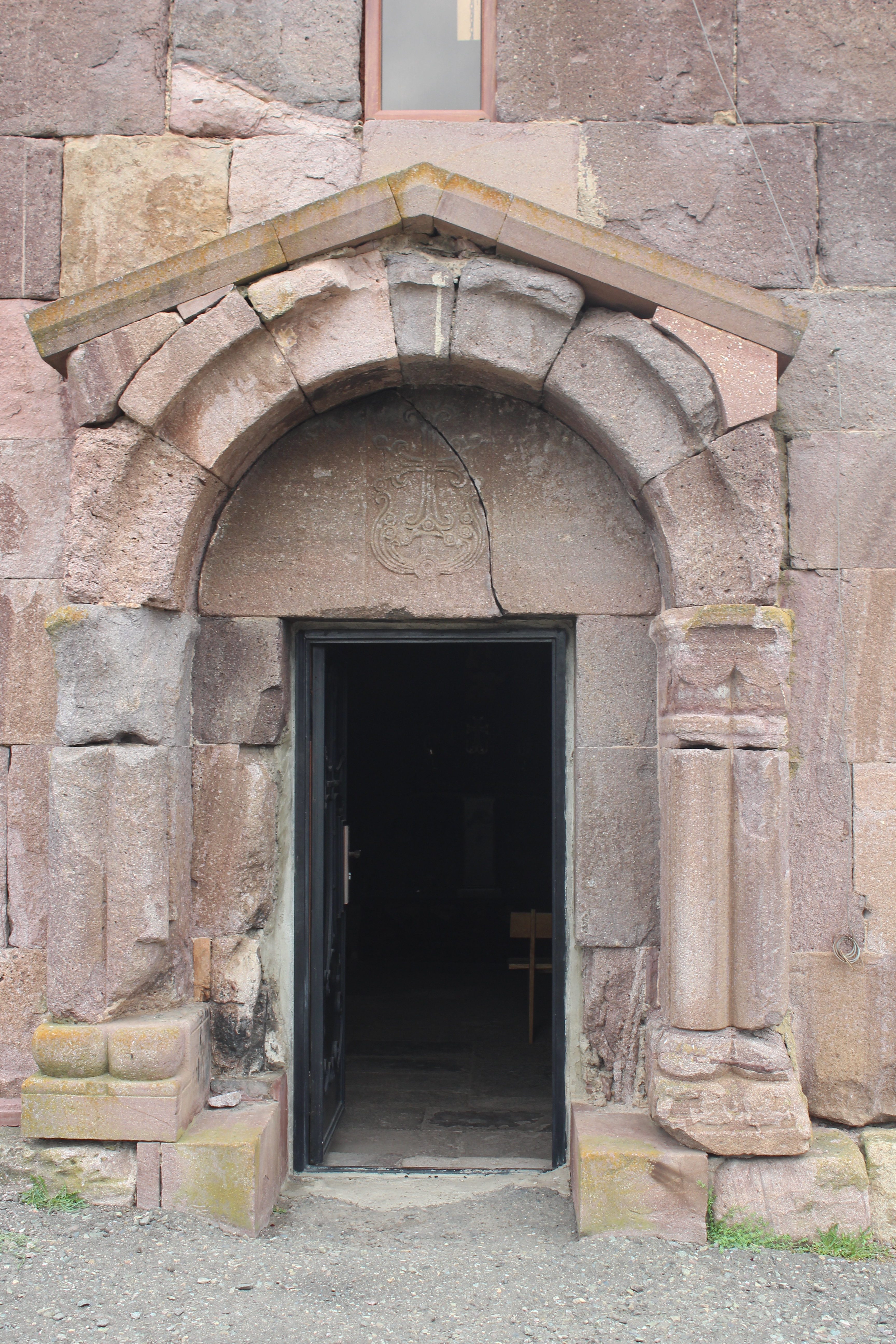
ورودی اصلی کلیسا،  سپتامبر ۲۰۲۰
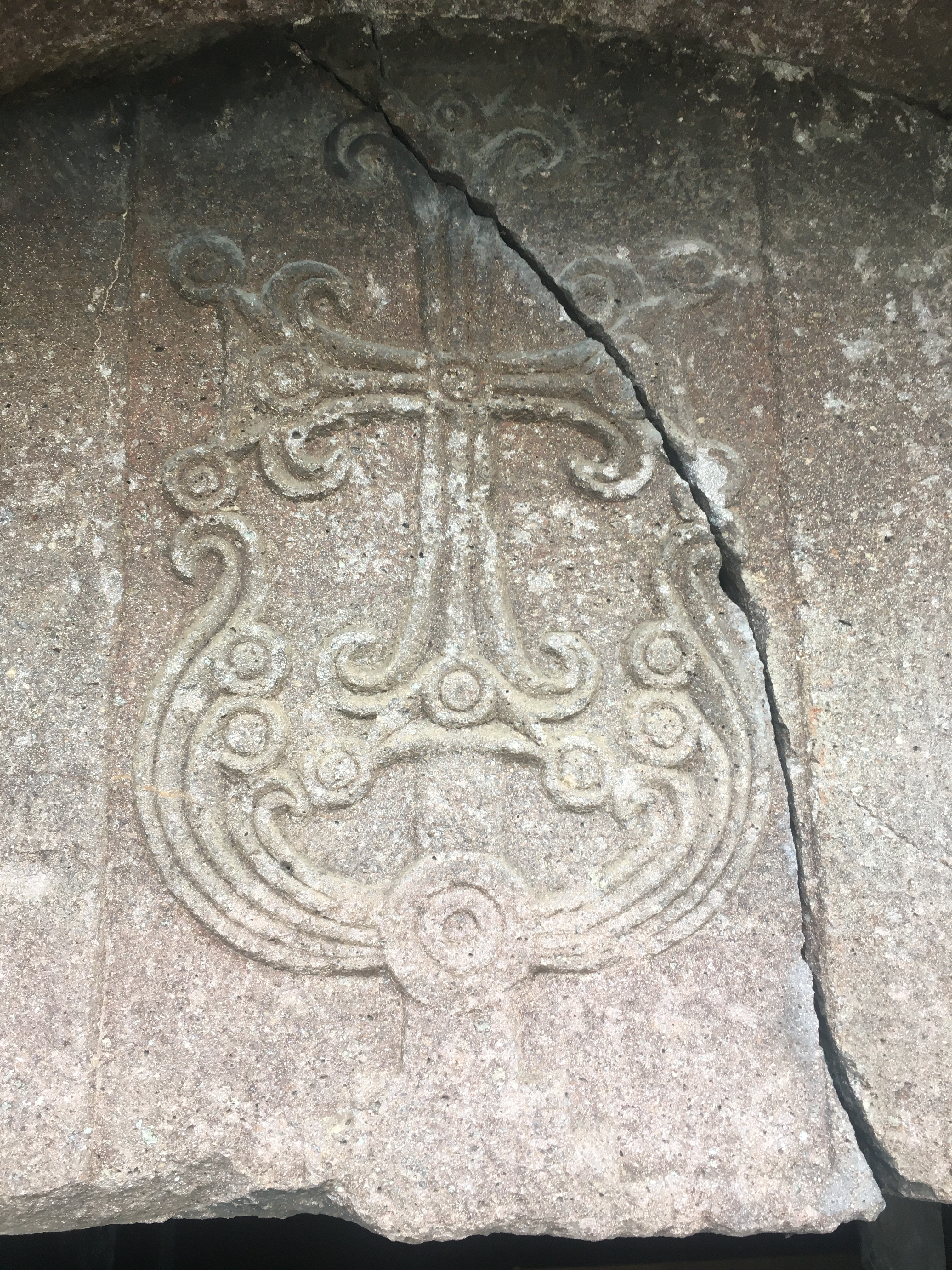
صلیب کنده‌کاری شده در ورودی اصلی
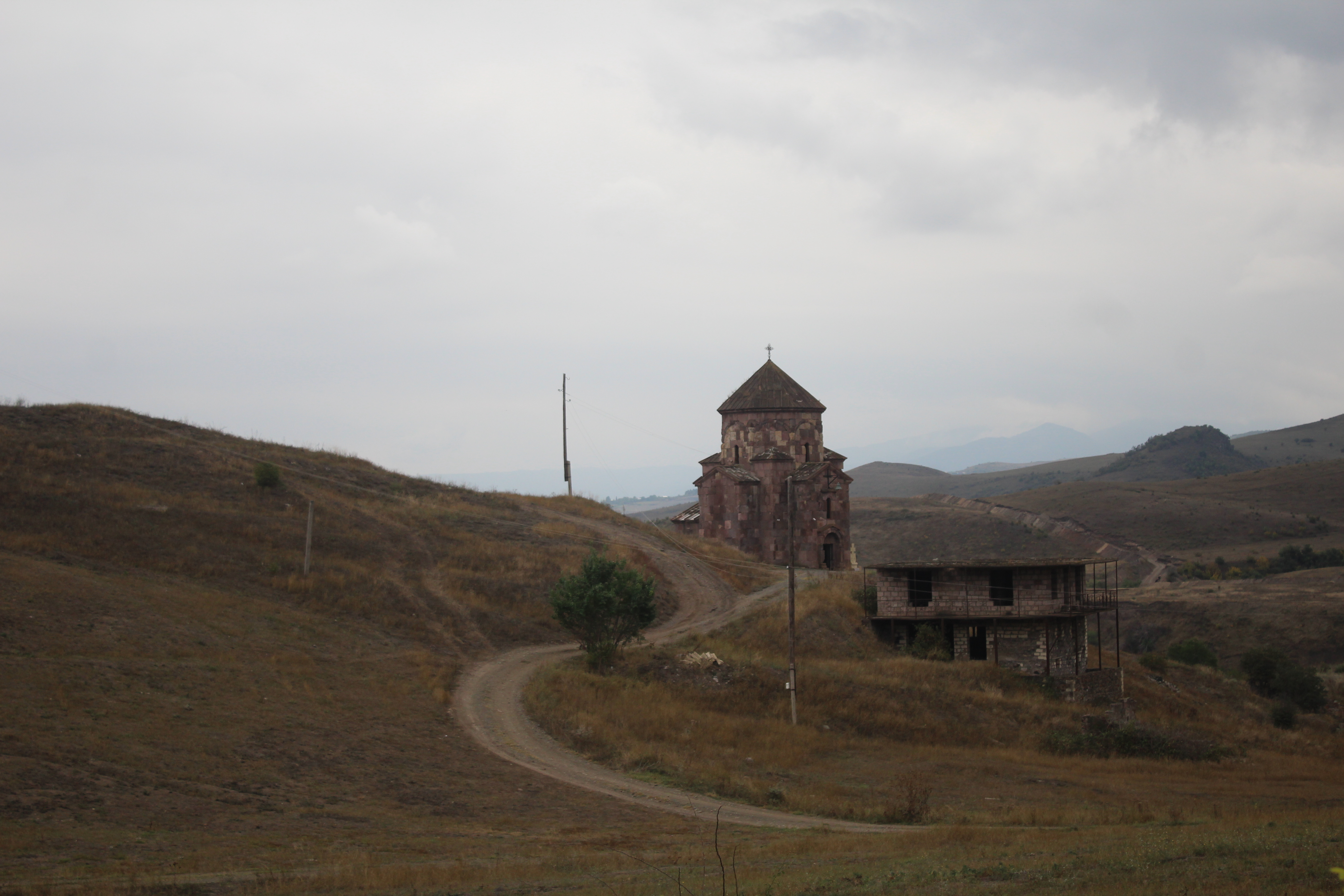
پانورامای کلیسا،  سپتامبر ۲۰۲۰